# キム・ジョンミ
キム・ジョンミ（ 1953年4月23日～）は、大韓民国の元ロック歌手。

## 経歴
1953年4月23日、運輸業を営む事業家キム・スンソンの1男5女のうち、2人目の娘としてソウルで生まれた。高校3年生の1971年シン・ジュンヒョン師団に入って映画『待合室の女 (대합실의 여인)』、『狼と猫たち (늑대와 고양이들)』のOSTを歌い、国内では珍しいキャリアでサイキデリック・ロックボーカリストとしてデビューした。当時の女性サイケデリックロックボーカリストは、ジェファーソン・エアプレインのボーカルグレース・スリック、ビッグ・ブラザー＆ザ・ホールディング・カンパニーのボーカルのジャニス・ジョプリン、ママス＆パパスのミシェル・フィリップス、キャス・エリオットほどしかいなかった。その後、シン・ジュンヒョンのロックバンド「The Men, ヨプチョン (The Men, 엽전)」のボーカリストとして活躍、シン・ジュンヒョンと実験的な韓国サイケデリック・ロックの記念碑的なアルバム「NOW、風 (NOW,바감)」を発表したが、当時の政府によって、低俗な歌い方であることや禁止曲の歌唱などの判定が続いて、結局6年間の音楽活動の後、1977年に音楽界を去った。

## 音楽的指向
キム・チュジャと歌唱法が似ているが、これはシン・ジュンヒョンが両者の歌唱指導をしたからである。しかし、キム・ジョンミは1年後、サイケデリック・ロックの唱法を駆使することで、キム・チュジャとは異なる歌唱方法となった。シン・ジュンヒョンが作曲したキム・ジョンミの曲は、サイケデリック・ロックで幻想的、官能的な雰囲気が特徴である。

## レコード
- 初録音 - 1971年の映画OST「待合室の女 (대합실 여인)」、「狼と猫 늑대와 고양이」シン・ジュンヒョン作詞、作曲

演奏 - シン・ジュンヒョン、ハム・ジュンアロックバンド ゴールデン・グレープス（골든그레입스, Golden Grapes）
- デビューアルバム - 1971年「いいえ (아니야)」、「行くと言わないで (간다고하지마오)」シン・ジュンヒョン作詞、作曲

演奏 - シン・ジュンヒョン、ハム・ジュンアロックバンド ゴールデン・グレープス (のちにヤンキースと改名)
- 1, 2集 アルバム - 1972年《キム・ジョンミ歌謡 1 / 2集》シン・ジュンヒョン作詞、作曲

演奏 -シン・ジュンヒョンロックバンド The Men (더멘)
- 3, 4集 アルバム - 1973年《風 (바람) / Now》 シン・ジュンヒョン作詞、作曲

演奏 -シン・ジュンヒョンロックバンド The Men
- 5集アルバム - 1974年《キム・ジョンミ集/葦、タバコの吸い殻(김정미모음/ 갈대, 담배꽁초)》シン・ジュンヒョン作詞、作曲

演奏 -シン・ジュンヒョンロックバンド ヨプチュンドゥル（엽전들）
- 1977年に他の作曲家のアルバム2枚発表した。
- 最後にジャニス・ジョプリンの〈Move Over〉の韓国語バージョンでリメイクした〈私は本当にわからない (난 정말 몰라요)〉を発表後引退した。
- 2011年10月韓国女性ミュージシャン初の、4枚目アルバム「キム・ジョンミ Now」が LPとCDで同時にアメリカで発売される。

## アルバム
- 1971年 シン・ジュンヒョン SOUND VOL.2 (신중현 SOUND VOL.2)
- 1972年 キム・ジョンミ最新歌謡集 (김정미 최신가요집)
- 1973年 行くと言わないで/いいえ (간다고 하지마오/아니야)
- 1973年 風/思い出 (바람/추억)
- 1973年 KIM JUNG MI NOW
- 1974年 これはあんまりじゃないですか/葦 （이건 너무 하잖아요/갈대）
- 1975年 KING HIT ALBUM
- 1977年 私は馬鹿みたい/私は本当に知りません (나는 바본가봐 / 난 정말 몰라요)
- 1978年 バドルフリのユ・ヨンミン (버들피리의 유영민)
- 1978年 独集 初めて会う / 夕牧場 (독집 처음만나 / 저녁목장)
- 1980年 スターSHOWショー第1集
- オアシス・ヒットソング 第14集